# Allocosa halei
Allocosa halei là một loài nhện trong họ wolfspinnen (Lycosidae).
Loài này thuộc chi Allocosa. Allocosa halei được Vernon Victor Hickman miêu tả năm 1944.